# Natko Zrnčić-Dim
Natko Zrnčić-Dim nació el 7 de marzo de 1986 en Zagreb (Croacia). Es un esquiador que ha ganado una Medalla en el Campeonato del Mundo (una de bronce) y tiene cinco podios en la Copa del Mundo de Esquí Alpino.

## Resultados

### Juegos Olímpicos de invierno
- 2006 en Turín, Italia
  - Eslalon Gigante: 25.º
  - Eslalon: 33.º
  - Combinada: 33.º
  - Super Gigante: 35.º
- 2010 en Vancouver, Canadá
  - Eslalon: 19.º
  - Combinada: 20.º
  - Descenso: 33.º
  - Eslalon Gigante: 41.º

### Campeonatos Mundiales
- 2005 en Bromio, Italia
  - Eslalon: 31.º
  - Eslalon Gigante: 40.º
- 2007 en Åre, Suecia
  - Descenso: 34.º
  - Eslalon Gigante: 39.º
  - Super Gigante: 40.º
- 2009 en Val d'Isère, Francia
  - Combinada: 3.º
  - Eslalon: 14.º
  - Descenso: 19.º
  - Super Gigante: 23.º
  - Eslalon Gigante: 27.º
- 2011 en Garmisch-Partenkirchen, Alemania
  - Combinada: 8.º
  - Super Gigante: 26.º
  - Descenso: 28.º
  - Eslalon Gigante: 38.º
- 2015 en Vail/Beaver Creek, Estados Unidos
  - Eslalon: 27.º
  - Descenso: 30.º
  - Super Gigante: 32.º

### Copa del Mundo

#### Clasificación general Copa del Mundo
- 2005-2006: 137.º
- 2006-2007: 135.º
- 2007-2008: 58.º
- 2008-2009: 59.º
- 2009-2010: 38.º
- 2010-2011: 71.º
- 2011-2012: 67.º
- 2013-2014: 75.º
- 2014-2015: 76.º

#### Clasificación por disciplinas (Top-10)
- 2007-2008:
  - Combinada: 8.º
- 2008-2009:
  - Combinada: 9.º
- 2009-2010:
  - Combinada: 7.º
- 2010-2011:
  - Combinada: 9.º
- 2011-2012:
  - Combinada: 10.º
- 2013-2014:
  - Combinada: 5.º
- 2014-2015:
  - Combinada: 7.º